# Tulasnella quasiflorens
Tulasnella quasiflorens é uma espécie de fungo pertencente à família Tulasnellaceae.